# Ingluvie
L'ingluvie è una parte dell'apparato digerente presente negli uccelli e 
negli insetti, che ha la funzione di deposito temporaneo di cibo.

## Insetti
L'ingluvie è un diverticolo che in alcuni insetti può raggiungere dimensioni tali da diventare un vero e proprio serbatoio fino ad occupare anche parte dell'addome. Le funzioni dell'ingluvie possono in questi casi assumere una specificità tale da giustificare l'attribuzione di particolari denominazioni. 
Nelle api, è una sacca, detta "borsa melaria", formata da un rigonfiamento dello stomodeo (il primo tratto dell'intestino anteriore degli insetti). Il nettare che l'ape vi deposita, a contatto con le secrezioni salivari, comincia a trasformarsi in miele. Ciascuna ape, nell'ingluvie, può contenere fino a 2 mg di miele. 
Completamente differente è invece la funzione nelle zanzare, dove acquisisce la denominazione di borsa del sangue. In altri insetti, infine, acquisisce una funzione aerostatica riempiendosi d'aria e perdendo del tutto la sua funzione originaria.

## Uccelli
Negli uccelli è un rigonfiamento dell'esofago, si trova alla base del collo e viene chiamato anche gozzo. Nei piccioni, due sacche laterali dell'ingluvie producono il cosiddetto "latte del gozzo", con cui vengono nutriti i piccoli fino a 8 - 10 giorni dalla schiusa.